# 突尼斯市立剧院
突尼斯市立剧院(Théâtre municipal de Tunis)是突尼斯的一个剧院，建立于法国殖民时期的1902年11月20日，是一座新艺术运动风格的建筑。目前上演歌剧、芭蕾舞、交响音乐会和戏剧。
2013年6月，韩国男子乐队Lunafly在突尼斯市立剧院举办韩国流行音乐音乐会。